# Secret of Mana
Secret of Mana, в Японии известная как Seiken Densetsu 2 (яп. 聖剣伝説2 сэикэн дэнсэцу 2, «Легенда о святом мече 2») — японская компьютерная игра в жанре ролевой боевик, разработанная и выпущенная в 1993 году компанией Square для приставки Super Nintendo Entertainment System. В 2008 году стала доступной для скачивания в сервисе Virtual Console, в 2009-м была адаптирована для японских мобильных телефонов, в 2010-м — для устройств iPhone и iPod Touch. Представляет собой вторую часть в серии Mana и является прямым продолжением игры Final Fantasy Adventure.

## Игровой процесс
Secret of Mana во многом похожа на игры Final Fantasy, но отличается существенно изменённой боевой системой — сражения происходят не пошагово, а в реальном времени, наподобие как в The Legend of Zelda. Важным нововведением стало уникальное меню интерфейса, имеющее форму кольца, которое останавливает происходящее и позволяет выбирать опции без переключения между экранами. Камера отображает происходящее видом сверху, игрок управляет группой персонажей, сражается с монстрами и выполняет различные задания.

## Сюжет
События игры разворачиваются в вымышленном мире после окончания продолжительной войны между человеческой цивилизацией и богоподобными существами, использовавшими ману для управления «Крепостью маны», гигантским воздушным боевым кораблём. В ходе войны легендарный герой с помощью Меча маны смог уничтожить крепость и усмирить разгневанных богов, в результате чего повсюду установились мир и процветание. В настоящее время трое ребят, нарушая запрет старейшины деревни, отправляются на поиски сокровищ в пещеру под водопадом, где один из них, протагонист игры, падает в озеро и находит старый ржавый меч. Ведомый таинственным голосом, он высвобождает меч из камня и защищает деревню от внезапного нападения монстров. Жители, тем не менее, считают происшедшее плохим знамением и принимают решение изгнать юношу. Герой отправляется в путешествие и встречает старого рыцаря, который узнаёт в найденном мече тот самый Меч маны из легенд. Чтобы вернуть мечу былую силу, мальчик должен посетить восемь святилищ маны — в этом ему помогают потерявшая память фея и дочь знатного господина.

## Отзывы и продажи
| Сводный рейтинг    | Сводный рейтинг                                                          |
| Агрегатор          | Оценка                                                                   |
| ------------------ | ------------------------------------------------------------------------ |
| GameRankings       | - (SNES) 87 % - (PS4) 60,35 %                                            |
| Metacritic         | (iOS) 80/100 (PS4) 63/100 (PC) 57/100                                    |
| Иноязычные издания |                                                                          |
| Издание            | Оценка                                                                   |
| Dragon             | 5 из 5 звёзд · 5 из 5 звёзд · 5 из 5 звёзд · 5 из 5 звёзд · 5 из 5 звёзд |
| Edge               | 9 / 10                                                                   |
| EGM                | 35 / 40                                                                  |
| Eurogamer          | 9 / 10                                                                   |
| Famitsu            | 33 / 40                                                                  |
| GameFan            | 363 / 400                                                                |
| GamePro            | 18 / 20                                                                  |
| IGN                | 9,0 / 10                                                                 |
| Nintendo Power     | 3,9 / 5                                                                  |
| ONM                | (SNES) 93 % (WII) 92 %                                                   |
| RPGFan             | 90 %                                                                     |
| Slide to Play      | (iOS)                                                                    |

По состоянию на февраль 2004 года по всему миру было продано 1,83 млн копий игры, из них 1,5 млн исключительно в Японии и 330 тысяч в остальных регионах. Secret of Mana удостоилась большей частью положительных отзывов, обозреватели хвалили яркую графику, глубокий сюжет, новаторское кольцевое меню, возможность играть вдвоём и саундтрек авторства Хироки Кикуты. Журнал Electronic Gaming Monthly в декабре 1993 года назвал её игрой месяца и лучшей ролевой игрой. Nintendo Power поместил на 42-ю позицию в списке двухсот величайших игр всех времён, позже назвав 86-й лучшей для приставок Nintendo. Отмечается влияние на разработку таких игр как The Temple of Elemental Evil и Dungeon Siege III.